# 名古屋市立天神山中学校
名古屋市立天神山中学校（なごやしりつ てんじんやまちゅうがっこう）は、愛知県名古屋市西区天神山町にある名古屋市立中学校。

## 教育目標
- 校訓として「創造」・「敬愛」・「誠実」の三点を掲げている[WEB 2]。

## 歴史
1947年（昭和22年）4月1日、新学制の成立に伴い名古屋市立天神山中学校として創立された。校地は当時名古屋市立第二商業高等学校と称していた名古屋市立西陵高等学校の一部に設定され、旧武道場の建物と戦時中には兵舎として流用されていた校舎を間借りし、授業を行ったという。
しかし、この名古屋市立天神山中学校は翌年9月30日をもって廃校となり、翌日浄心中学校とともに名古屋市立西浄中学校として統合されることとなった。名称は浄心の西に位置することによるという。旧浄心中学校の校地に置かれた西浄中学校は、生徒数は3000人に迫り、職員数は90人という巨大中学校となった。『愛知県小中学校誌』（1957年）は「教育以前の奇形学校」と評している。
この状況は長くはもたず、1950年（昭和25年）3月1日という西浄中学校第1回卒業式を目前とした時期に浄心中とは袂を分かち、再び名古屋市立天神山中学校が設置されることとなった。校地は一時名古屋市児玉倉庫に移った。同年11月には現在の校地に独立校舎が竣工し、名実共に独立を果たした。

### 沿革
- 1947年（昭和22年） - 名古屋市立天神山中学校として創立される[WEB 1]。
- 1948年（昭和23年） - 名古屋市立浄心中学校との統合に伴い、同市立西浄中学校として改組される[WEB 1]。
- 1950年（昭和25年） - 西浄中学校が解散し、天神山・浄心中学校が再設置される[WEB 1]。
- 1951年（昭和26年） - 校訓制定[WEB 1]。
- 1952年（昭和27年） - 二部学級が設置される[WEB 1]。二部学級はいわゆる夜間中学であり、名古屋市内では同時に東港中学校にも設置された[3]。
- 1956年（昭和31年） - 校旗制定[WEB 1]。
- 1969年（昭和44年）3月15日 - この日をもって県下最後となる二部学級が閉鎖となる[3]。最後の卒業生は3人であった[3]。
- 1970年（昭和45年） - 教室における暖房設備を完備する[WEB 1]。
- 2014年（平成26年） - 教室における空調設備を完備する[WEB 1]。
- 2022年（令和4年）度 - 体育館に空調設備が整備される予定[WEB 3][4]。

## 生徒会活動・部活動

### 委員会活動
2018年（平成30年）度現在、以下の委員会でそれぞれ活動している。
- 図書委員会
- 放送委員会
- 体育委員会
- 保健委員会
- 美化委員会
- 生活委員会
- 給食委員会
- 選挙管理委員会

。

### 部活動
2022年度現在

#### 運動部
- ハンドボール部（男・女）
- 野球部（男・女）
- バレーボール部（女）
- バスケットボール部（女）
- 卓球部（男・女）（令和4年度に新設）
- 水泳部（新規入部を停止（令和5年度で廃部）
- 陸上部（令和3年度で廃部）

#### 文化部
- 合唱部（男・女）
- フラワーアレンジメント部（男・女）
- サイエンス部（令和3年度で廃部）
- 美術部（男女不明）（令和4年度新設）

。

## 通学区域
名古屋市西区
- 押切一丁目（一部）[WEB 6]
- 押切二丁目[WEB 6]
- 栄生一丁目～同三丁目[WEB 6]
- 浅間二丁目（一部）[WEB 6]
- 天神山町（一部）[WEB 6]
- 則武新町一丁目・二丁目・四丁目[WEB 6]
- 則武新町三丁目（一部）[WEB 6]
- 花の木一丁目・同二丁目（各一部）[WEB 6]
- 枇杷島一丁目～同五丁目[WEB 6]
- 南堀越一丁目（一部）[WEB 6]
- 南堀越二丁目[WEB 6]
- 名西一丁目[WEB 6]
- 名西二丁目（一部）[WEB 6]
- 菊井一丁目

## 生徒数の変遷
『愛知県小中学校誌』（2018年）によると、生徒数の変遷は以下の通りである。
| 1947年（昭和22年） | 542人  |  |
| 1957年（昭和32年） | 2013人 |  |
| 1967年（昭和42年） | 1453人 |  |
| 1977年（昭和52年） | 1235人 |  |
| 1987年（昭和62年） | 856人  |  |
| 1997年（平成9年）  | 510人  |  |
| 2007年（平成19年） | 370人  |  |
| 2017年（平成29年） | 364人  |  |

## 交通
- 名古屋市営バス
  - 名駅15号系統・名駅13号系統・栄25号系統 天神山停留所より徒歩で約3分[WEB 7]
  - 栄25号系統・名駅13号系統 児玉町停留所より徒歩で約3分[WEB 7]
  - 栄27号系統・名駅26号系統・名駅29号系統・名駅15号系統 押切町停留所より徒歩で約15分[WEB 7]
- 名古屋市営地下鉄鶴舞線 浄心駅より徒歩で約10分[WEB 7]
- 名鉄名古屋本線 栄生駅・東枇杷島駅よりそれぞれ徒歩で約20分[WEB 7]

## 著名な出身者
- 北沢典子（女優）
- 松井聖（元プロ野球選手）

### WEB
1. 1 2 3 4 5 6 7 8 9 10  “学校の沿革”.   名古屋市立天神山中学校. 2015年4月10日閲覧。
2. 1 2  “本校の教育目標”.   名古屋市立天神山中学校. 2015年4月10日閲覧。
3. ↑   “学校体育館空調設備にかかる設計について”. 名古屋市. (2021年5月28日) 2021年8月10日閲覧。
4. ↑  “委員会”.   名古屋市立天神山中学校. 2018年11月11日閲覧。
5. ↑  “部活動”.   名古屋市立天神山中学校. 2018年11月11日閲覧。
6. 1 2 3 4 5 6 7 8 9 10 11 12 13  名古屋市教育委員会事務局子ども応援委員会制度担当部学校計画室計画係 (2015年4月1日). “名古屋市立小・中学校の通学区域一覧（西区）” (PDF).   名古屋市. 2015年4月10日閲覧。
7. 1 2 3 4 5  “アクセス”.   名古屋市立天神山中学校. 2015年4月10日閲覧。

### 文献
1. 1 2 3 4 5 6 7 8 9  愛知県小中学校長会 1957, p. 18.
2. ↑  名古屋市立小中学校長会 1988, p. 16.
3. 1 2 3  名古屋市立小中学校長会 1988, p. 8.
4. ↑  “中学、特別支援学校６０校の体育館にエアコン　冷房は２３年度から”. 中日新聞社. (2021年5月29日) 2021年6月21日閲覧。
5. ↑  六三制教育七十周年記念 愛知県小中学校誌 合同記念誌編集特別委員会 2018, p. 192.